# William Throsby Bridges
Sir William Throsby Bridges KCB CMG (* 18. Februar 1861 in Greenock, Schottland; † 18. Mai 1915 auf See an Bord der HMHS Gascon) war ein australischer Artillerieoffizier und Divisionskommandeur im Ersten Weltkrieg.
Bridges erwarb sich große Verdienste beim Aufbau der australischen Armee. Er war der erste Kommandant der neu gegründeten australischen Militärakademie und stellte 1914 das australisch-neuseeländische Expeditionskorps auf, das nach der fehlgeschlagenen Expedition nach Gallipoli 1915 – während der Bridges den Tod fand – als ANZAC berühmt wurde. Er war der erste Australier, der den Rang eines Generals erreichte, und auch der erste australische General, der in einem Krieg fiel.

## Leben

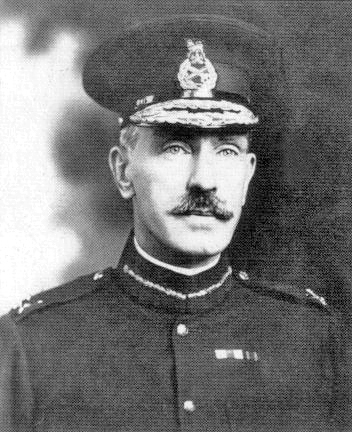
William Bridges als Brigadegeneral

William Bridges wurde in Greenock, Schottland, als Sohn eines britischen Marineoffiziers geboren. Er erhielt seine Erziehung und Ausbildung in Ryde auf der Isle of Wight, an der Royal Navy School in New Cross, London, und der  Trinity College School, Port Hope, Ontario, Kanada. 1877 trat er in das Royal Military College in Kingston ein, verließ dieses aber im folgenden Jahr wieder, um sich zu seiner Familie zu begeben, die sich in der Heimat seiner Mutter in Australien niedergelassen hatte. Hier trat er 1885 als Leutnant in die New South Wales Permanent Artillery in Middle Head ein.
Nach dem Besuch der Militärakademie in Woolwich, England, und der Artillerieschule in Shoeburyness wurde er nach seiner Rückkehr 1893 Chief Instructor an der Artillerieschule in Middle Head. Am 4. September 1895 wurde er zum Major der New South Wales Artillery befördert.
Am Burenkrieg (1899–1902) nahm Major Bridges als Freiwilliger teil. Von Dezember 1899 bis Mai 1900 war er Artillerieoffizier in Major General John Frenchs Kavalleriedivision. Er nahm am Kavallerieeinsatz zum Entsatz von Kimberley (13. Februar 1900) teil und am letzten großen Gefecht des Krieges, der Schlacht von Paardeberg (18. Februar 1900). Da er an Typhus erkrankt war, wurde er im Mai nach England evakuiert und kehrte im August nach Australien zurück, wo er seinen Dienst als Chief Instructor in Middle Head wieder aufnahm.
In den folgenden Jahren durchlief Bridges verschiedene Stabsverwendungen und wurde zügig befördert: 18. Juli 1902 Oberstleutnant in der Royal Australian Garrison Artillery, 1904 stellvertretender Generalquartiermeister, 1905 Chef des militärischen Nachrichtendienstes, 1. Oktober 1906 Beförderung zum Oberst, 1. Januar 1909 erster Chef des Generalstabes (CGS). Im August 1909 ging er als Vertreter der australischen Armee zum Imperial General Staff nach England.
Nach seiner Rückkehr im Mai 1910 wurde er unter gleichzeitiger Ernennung zum Brigadegeneral (30. Mai) der erste Kommandant des Royal Military College Duntroon, dessen Gelände am Fuß des Mount Pleasant bei Canberra er selbst ausgewählt hatte und das er nach dem Vorbild der US-Militärakademie in West Point aufbaute. Bridges war der Ansicht, dass deren Struktur zu einem Staat mit demokratischen Wurzeln wie Australien besser passe als die europäischen Vorbilder wie z. B. Sandhurst. Die Akademie wurde am 27. Juni 1911 offiziell eröffnet. Bridges blieb ihr Kommandant bis zum 31. Mai 1914.
Im Juni 1914 wurde er zum Generalinspekteur, der höchsten Dienststellung der australischen Armee, ernannt. Nach dem Ausbruch des Ersten Weltkriegs wurde er vom Kabinett beauftragt, ein australisches Expeditionskorps mit einer Personalstärke von 20.000 Mann aufzustellen. Dieser aus einer Infanteriedivision und einer leichten Kavalleriebrigade bestehende Freiwilligenverband, den Bridges Australian Imperial Force taufte, bildete die Grundlage des späteren ANZAC.
Bridges, der am 15. August 1914 zum Major General befördert worden war, und sein Kommando schifften sich am 26. Oktober 1914 in Albany, West-Australien, auf der HMAT Orvieto nach England ein. Während der Überfahrt wurde das Ziel geändert, da man die australischen Soldaten nicht dem für sie ungewohnten europäischen Winter aussetzen wollte, und der Transport nach Ägypten umgeleitet, wo er am 30. November eintraf. Bridges wurde als erster Australier überhaupt zum Major General befördert und zum Kommandeur der 1st Division ernannt. Er war der erste Australier, der je eine Division befehligte.

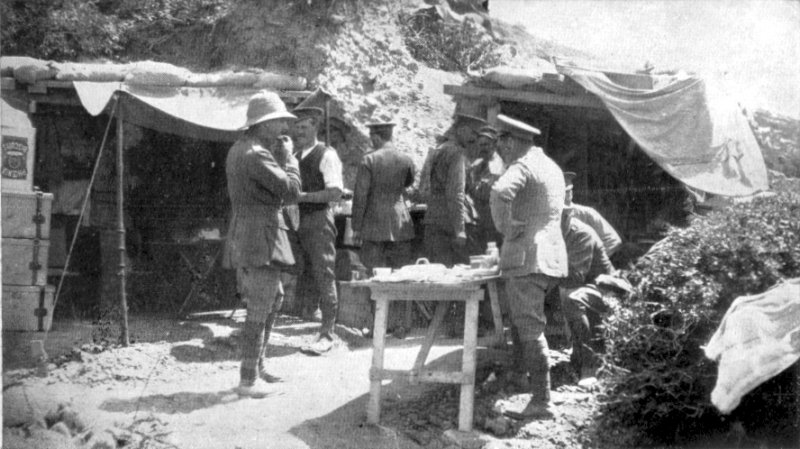
Der Gefechtsstand der 1. australischen Division auf Gallipoli, 3. Mai 1915

Im Morgengrauen des 25. April 1915 landete die Division am heute als Anzac Cove bezeichneten Strandabschnitt an der Westküste der Halbinsel Gallipoli. Am 15. Mai wurde Bridges – der dafür bekannt war, dass er der Gefahren der Front nicht achtete und sich immer wieder exponierte – während seines täglichen Inspektionsganges in den vordersten Linien von einem türkischen Scharfschützen angeschossen. Die Kugel traf ihn ins rechte Bein und verletzte die Femoralarterie. Er wurde sofort nach hinten gebracht und drei Tage später auf das Lazarettschiff Gascon evakuiert. Obwohl sich seine Wunde infiziert hatte, war eine Amputation nicht möglich, da er schon zu viel Blut verloren hatte.
König Georg V. ernannte Bridges am 17. Mai zum Ritter des Bathordens. Er war der erste Australier, dem die Ehre einer Ritterwürde zuteilwurde. Am folgenden Tag starb Bridges auf See, er wurde am 20. Mai mit militärischen Ehren auf dem britischen Militärfriedhof in Chatby, Alexandria, Ägypten, beigesetzt. Am 27. Juli wurde sein Leichnam exhumiert und nach Melbourne überführt, wo er nach einem Staatsakt in der St Paul’s Cathedral am 3. September 1915 auf dem Gelände des Royal Military College Duntroon in Canberra, erneut beigesetzt wurde. Dort befindet sich das Grab noch heute.
Bridges letzten Worte sollen gewesen sein: “Anyhow, I have commanded an Australian Division.” („Immerhin, ich habe eine australische Division kommandiert.“)
Major General Bridges ist einer von nur zwei im Ersten Weltkrieg gefallenen australischen Soldaten, die auch in Australien beigesetzt sind. Der andere ist ein unbekannter Soldat, der 1991 in Frankreich exhumiert und im Australian War Memorial beigesetzt wurde. Ebenso ist sein Lieblingspferd Sandy das einzige von 169.000 australischen Pferden, die im Ersten Weltkrieg Australien verließen, das in sein Heimatland zurückkehrte. Es wurde gemeinsam mit den sterblichen Überresten seines ehemaligen Reiters zurückgebracht und ging im Beerdigungszug mit. Nach seinem Tod wurde sein Kopf präpariert und zunächst im ersten Australian War Memorial Museum in Sydney und heute im Australian War Memorial in Canberra ausgestellt.